# Borisoglebsk
Borisoglebsk (ros. Борисоглебск) – miasto w europejskiej
części Rosji (obwód woroneski).

## Dane ogólne

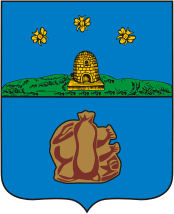
Herb (1781)

Borisoglebsk założony został w połowie XVII wieku, prawa miejskie przyznano w 1698 roku. W mieście rozwinął się przemysł maszynowy, elektrotechniczny, materiałów budowlanych oraz spożywczy. W Borisoglebsku działa wyższa szkoła pedagogiczna.
W mieście znajduje się stacja kolejowa Borisoglebsk.

## Miasta partnerskie
- Delmenhorst, Niemcy